# Live from Mohegan Sun
Live from Mohegan Sun è il terzo DVD della band statunitense Staind.

## Tracce
1. Eyes Wide Open
2. Falling
3. Right Here
4. Throw It All Away
5. Spleen
6. Fade
7. Failing
8. So Far Away
9. Crawl
10. For You
11. Paper Wings
12. Outside
13. Not Again
14. It's Been Awhile
15. Mudshovel
16. Something To Remind You